# Byford
Byford – wieś w Anglii, w hrabstwie Herefordshire. Leży 12 km na zachód od miasta Hereford i 201 km na zachód od Londynu.